# Provincia del Chubut
Chubut, en el texto de la Constitución provincial: Provincia del Chubut, es una de las veintitrés provincias en las que está dividido administrativamente el territorio de la República Argentina. A su vez, es uno de los veinticuatro estados autogobernados o jurisdicciones de primer orden que conforman el país, y uno de los veinticuatro distritos electorales legislativos nacionales. Su capital es Rawson y su ciudad más poblada, Comodoro Rivadavia. Está ubicada al centro sur de la región patagónica (entre los paralelos 42 y 46 de latitud sur), que ocupa la mitad sur del país, limitando al norte con Río Negro, al este con el mar Argentino (océano Atlántico), al sur con Santa Cruz y al oeste con las regiones chilenas de Los Lagos y de Aysén, cuyo límite está determinado por la divisoria de aguas de la cordillera de los Andes.
Con 509 108 habitantes en 2010,es la séptima provincia menos poblada —por delante de San Luis, Catamarca, La Rioja, la provincia de La Pampa, Santa Cruz y Tierra del Fuego, Antártida e Islas del Atlántico Sur (la menos poblada)—. Con 224 686 km², la tercera provincia más extensa —por detrás de la provincia de Buenos Aires y Santa Cruz— y con 2,3 hab/km². Por otra parte, es la tercera provincia menos densamente poblada —por delante de la provincia de La Pampa y Santa Cruz (la menos densamente poblada)—.

## Historia

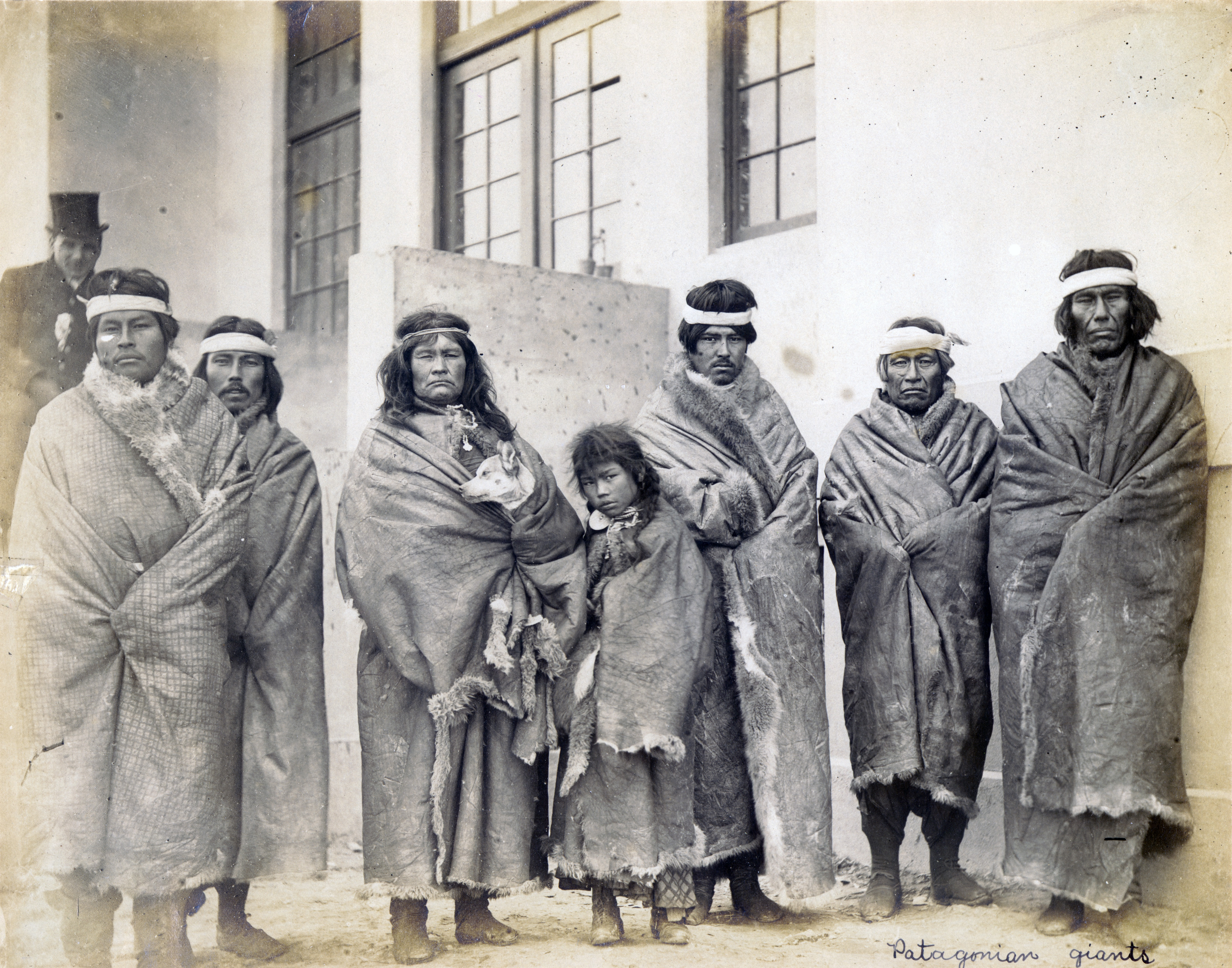
Fotografía de los teushen en 1904.

Antes de la llegada de los europeos, el territorio estaba poblado por indígenas nómadas, en especial los tson'k, llamados en español tehuelches o patagones.
Las costas fueron avistadas por la expedición española al mando de Hernando de Magallanes en 1520. Poco más de una década más tarde, Simón de Alcazaba y Sotomayor exploró gran parte del territorio y fundó la primera población española en el actual territorio argentino, sobre la costa algo al sur de Camarones; esta incipiente — aunque efímera — ciudad se denominó Puerto de los Leones. Alcazaba murió durante una sublevación de una facción disconforme entre su tropa.
El territorio fue recorrido por misioneros en los siglos XVII y XVIII (entre ellos el célebre Nicolás Mascardi).
La zona cordillerana y precordillerana occidental, entre la cordillera de los Andes y las serranías de los Patagónides, zona más fértil, que incluye una gran superficie de bosques, era llamada por los tehuelches "Chulilaw" (este topónimo se mantiene en Cholila) o en los mapas españoles como " «País de las Frutillas»". Es en esta misma región que se supuso uno de los últimos emplazamientos de la legendaria Ciudad de los Césares muy probablemente al llegar noticias de los placeres (yacimientos) de oro próximos a Esket (actual Esquel). En esta zona habitaban y habitan los mapuches.
Un primer intento de colonización española se concretó al ser fundado el Fuerte y Puerto de San José de la Candelaria en la zona de la Península Valdés, el 7 de enero de 1779. Gran parte de los colonos eran maragatos. La colonia fue reducida a la categoría de establecimiento militar (fuerte) en 1784, conservándose hasta el 7 de agosto de 1810, fecha en que fue arrasado por los tehuelches (tzon'k araucanizados).
La Ley N.º 28 del 17 de octubre de 1862 dispuso que todos los territorios nacionales existentes fuera de los límites o posesión de las provincias fueran nacionales. Hasta entonces las provincias de Buenos Aires y de Mendoza mantenían pretensiones sobre los territorios patagónicos.

### Colonización galesa

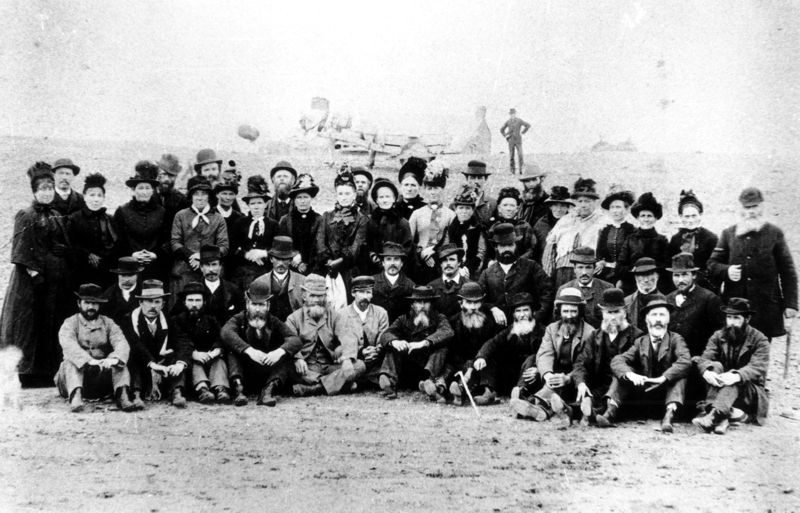
Grupo de colonos galeses.

La primera colonización europea exitosa fue llevada a cabo en el siglo XIX por 153 inmigrantes galeses, que el 28 de julio de 1865 arribaron en el velero "Mimosa" al Golfo Nuevo, trayendo consigo su idioma, aún hoy hablado. Estos inmigrantes llegaron al Chubut escapando de la nueva confesión religiosa que los soberanos ingleses querían imponer en sus tierras natales. Pocos meses después, se asentaron en el Valle Inferior del Río Chubut, fundando en su margen norte el pueblo de Rawson, que llamaron así en honor al ministro del Interior argentino, Guillermo Rawson, de quien habían recibido ayuda para su asentamiento en la Patagonia. A mediados de 1866, comenzaron la construcción de un ferrocarril para unir la Bahía Nueva con el valle inferior del río Chubut. Como consecuencia de esa construcción, surgieron en sus cabeceras las ciudades de Puerto Madryn (Bahía Nueva) y de Trelew (Valle inferior del río Chubut). Entre 1874 y 1876 llegaron al Chubut nuevos contingentes de colonos galeses, los cuales, pacíficamente y en mutua colaboración con los "patagones" avanzaron por los valles fluviales creando nuevas poblaciones permanentes hasta los valles cordilleranos (Trevelin, la ciudad de Esquel, Valle 16 de Octubre etc.).
La Gobernación de la Patagonia fue creada por la ley N.º 954, del 11 de octubre de 1878. Su territorio se extendía desde el límite fijado por la ley N.º 947 hasta el Cabo de Hornos. Su capital fue Mercedes de Patagones (hoy Viedma). El 21 de octubre fue designado su primer gobernador, el coronel Álvaro Barros, quien procedió a la inauguración oficial de la Gobernación el 2 de febrero de 1879.
Hacia 1880, los colonos galeses emprendieron la colonización de áreas cordilleranas, fundando la Colonia 16 de Octubre. En 1881 se firmó el tratado de límites entre Argentina y Chile que aseguró definitivamente la posesión argentina de los territorios de la Patagonia Oriental. En 1888 se inauguró el Ferrocarril Central del Chubut, uniendo Trelew con Puerto Madryn, siendo de vital importancia para exportar la producción del valle.

### Territorio Nacional

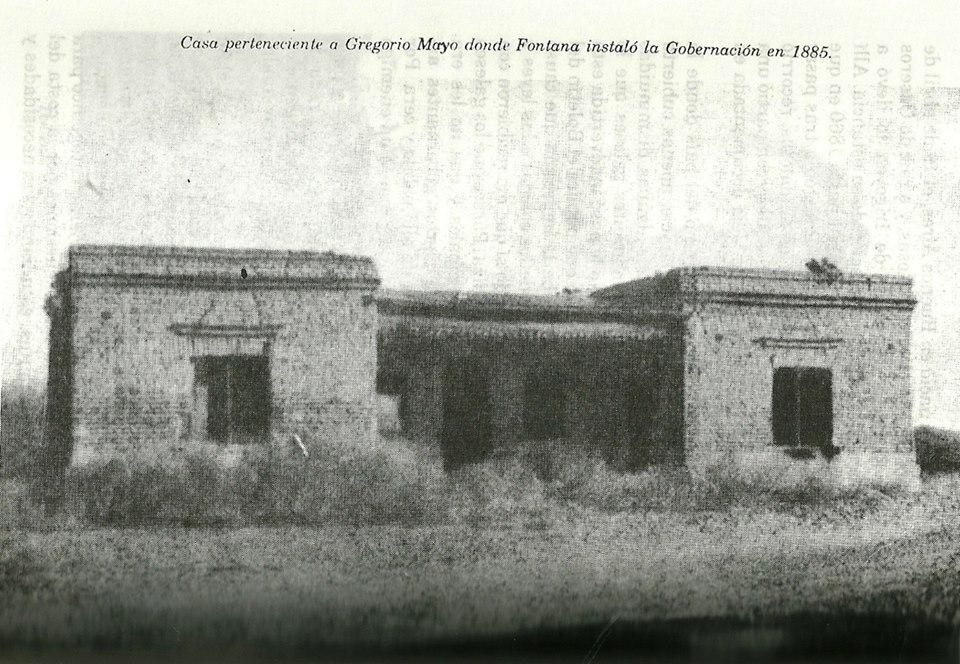
Casa de Gregorio Mayo, en Rawson, donde posteriormente en 1885 Luis Jorge Fontana instaló la gobernación del Territorio Nacional del Chubut.

Por la ley N.º 1532 del 16 de octubre de 1884, se crearon los Territorios Nacionales dividiendo la Gobernación de la Patagonia, entre ellos el territorio nacional del Chubut, designándose a Luis Jorge Fontana como primer gobernador, estableciéndose por primera vez Chubut como una jurisdicción territorial separada. La capital del territorio fue establecida en Rawson.
Después de 1902 al concluir la llamada guerra de los Bóeres en Sudáfrica, varias familias bóeres emigraron hacia Argentina y se radicaron en Chubut, principalmente en la zona de Sarmiento.
El 30 de abril de 1902, los pobladores galeses de la Colonia del Valle 16 de Octubre, en la zona donde actualmente están las localidades de Esquel y Trevelin, fueron consultados en plebiscito (de decisión no vinculante) por el árbitro representante de la Corona británica, Sir Thomas Holdich, para conocer su opinión sobre si reconocían la soberanía argentina o la chilena. La decisión unánime de los galeses favorable a Argentina, fue tomada en cuenta por el árbitro al momento de dictar el laudo que solucionó la disputa sobre límites en la zona.
El 31 de mayo de 1944 le fue segregado al Territorio Nacional del Chubut toda el área al sur del paralelo 45° S, una extensión de 42 330 km², que sumada a otros 55 418 km² segregados al también entonces Territorio Nacional de Santa Cruz, configuró la llamada Zona Militar de Comodoro Rivadavia.

### Provincialización

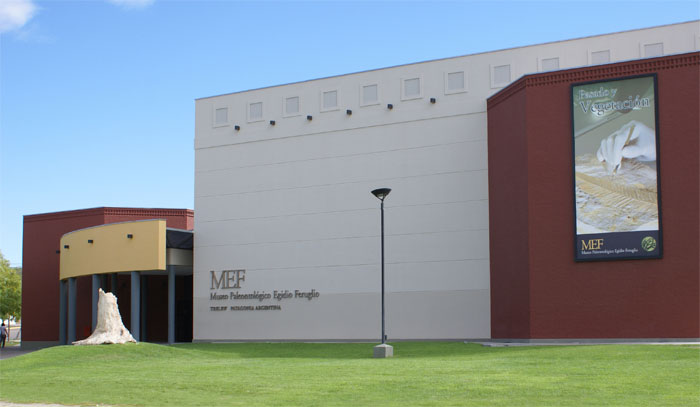
El Museo Paleontológico Egidio Feruglio, en Trelew, es uno de los mayores museos paleontológicos de América Latina.

Por Ley Nacional N.º 14408 del 15 de junio de 1955, Chubut se transformó en una provincia, se anuló la gobernación militar de Comodoro Rivadavia y se les restituyeron los territorios que se les habían escindido a Chubut y a Santa Cruz.
En febrero de 1957 se estableció la diócesis de Comodoro Rivadavia con jurisdicción en las provincias de Chubut, Santa Cruz y el territorio nacional de Tierra del Fuego, Antártida e Islas del Atlántico Sur. Luego por la extensa dimensión del territorio y aumento de la población se creó la diócesis de Río Gallegos.
El 1 de mayo de 1958 asumió Jorge Galina como primer gobernador constitucional de la provincia y sesionó por primera vez la Legislatura.
Con el retorno de la democracia, en 1983, se iniciaba el proceso histórico de mayor estabilidad institucional. Estos años significaron para la vida social y política la expansión de sectores sociales que reclamaron participación y, en consecuencia, que adquirieron relevancia desde el punto de vista de los derechos y la ciudadanía. Hoy se asiste a la constitución de prácticas políticas y sociales relacionadas con los derechos históricos de los pueblos originarios, con la multiplicación de organizaciones comunitarias. La sociedad chubutense ha desarrollado en las diferencias regionales una forma de convivencia política y social.
El 1 de noviembre de 2017, Mariano Arcioni asumió la gobernación de esta provincia, tras la muerte del gobernador Mario Das Neves.

## Geografía
Chubut es la tercera provincia en superficie del sector continental, sólo superada por Buenos Aires y Santa Cruz. Tiene 224 686 km²,más grande que la península de Corea.

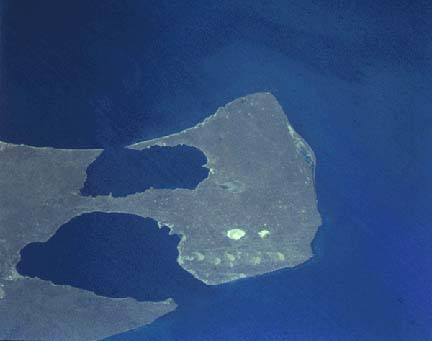
Vista aérea de la Península Valdés.

### Límites
El límite septentrional del Chubut es en su totalidad artificial. Se trata del Paralelo 42 Sur que deslinda a esta provincia de la de Río Negro.
La Provincia de Río Negro expresa en el artículo n.º 8 de su constitución sancionada en 1988 que considera errónea la traza del límite en el paralelo 42 Sur. Río Negro sostiene que el paralelo se encuentra entre 700 y 1000 metros más al sur del límite actual, fijado por la ley n.º 14.408.

### Geomorfología
Las unidades morfológicas más importantes son los Andes y las mesetas patagónicas.
La zona andina corresponde a los Andes patagónicos. Los puntos más altos de la provincia están ubicados en el noroeste provincial. Al oeste del lago Cholila se ubican los cerros Dos Picos (2.515 m s. n. m.), Anexo (2.498 m s. n. m.) y Tres Picos (2.492 m s. n. m.) también se destaca el cerro Situación (2.307 m s. n. m.), en el parque nacional Los Alerces. Al este de los Andes, se desarrollan los Patagónides un sistema de sierras más bajas, entre los que destacan la Sierra Nevada y el cerro Cutancunué, con 1.885 m s. n. m.
En la zona extra andina se desarrollan las mesetas de altura que van descendiendo de manera escalonada hacia la costa atlántica. Se destacan la sierra de Telsen, Pampa de Gastre, meseta de Montemayor, etcétera. Estas mesetas se ven recortadas por los valles de los ríos, por lagos como los lagos Musters y Colhué Huapi, y depresiones como el bajo de la Tierra Colorada, las salinas Chicas y Grandes. Las mesetas llegan hasta la costa atlántica donde forman acantilados expuestos a la acción marina. Los accidentes costeros más importantes son la península Valdés y el golfo de San Jorge.

### Clima

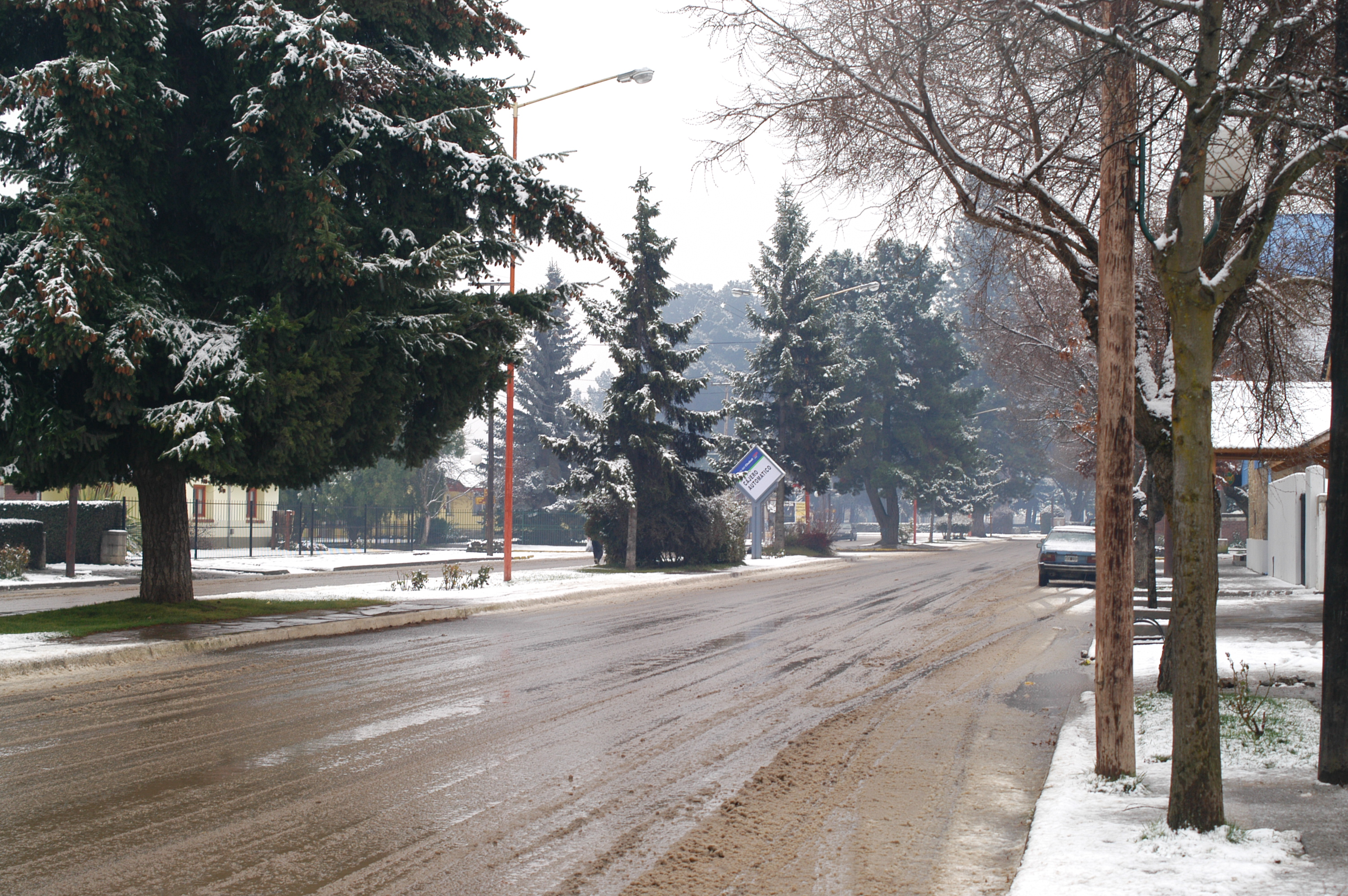
Nevada en Trevelin.

Mapa climático de la provincia del Chubut

El clima es frío y húmedo en la zona occidental o andina, descendiendo las temperaturas hacia el sur. El centro de la provincia es predominantemente árido y de grandes amplitudes térmicas con una zona de oasis dada por los lagos Colhué Huapi y Musters, allí se encuentra la localidad de Sarmiento, en la cual se han registrado algunas de las temperaturas más bajas de la Argentina Continental Americana durante el siglo XX: en julio de 1950 34  °C bajo cero, mientras que más al este, en el valle inferior del río Chubut y en la costa el clima se mantiene aún bastante seco si bien beneficiado por la humedad proveniente del mar Argentino y la acción moderadora térmica del influjo oceánico.

## Ecología

### Flora
La estepa, especialmente tussoks de coirón, jarilla, verbena y neneo, cubre toda el área de la gran meseta central.
En cambio, junto a la cordillera crece el denso bosque andino patagónico, formado por coníferas y fagáceas, entre las que se destacan los gigantescos Fitzroya cupressoides (alerces), los coihues, notros, radales, lengas, ñirés, maitenes y cipreses de la cordillera; existen especies frutales autóctonas como el calafate..

### Fauna
En las costas y aguas litorales abundan los pingüinos, elefantes marinos, lobos marinos, leones marinos, o cetáceos como la ballena franca austral, la orca y la tonina. En las mesetas y estepas se destacan el guanaco, el puma, el choique, el zorro colorado, la mara, el zorrino patagónico y el zorro gris. En los bosques y selvas húmedas frías se encuentran cérvidos autóctonos como el huemul y el pudú, felinos como el ya mencionado puma ( hasta el siglo XIX también el yaguar ), el colo colo, el marsupial colo colo, la nutria huillín; entre las aves voladoras se destacan el cóndor, el carancho, el caracara, el aguilucho y el loro choroy.

## División administrativa
La provincia del Chubut está dividida políticamente en 16 departamentos, 15 de ellos en el territorio continental y uno (Atlántico) en el mar territorial provincial. Los departamentos incluyen 27 municipios autónomos (7 municipalidades de 1.ª categoría, 16 municipalidades de 2.ª categoría y 4 comisiones de fomento) y 20 comunas rurales, quedando extensos territorios fuera de toda jurisdicción de gobierno local.
Para la lista de departamentos véase: Anexo:Departamentos de la provincia del Chubut;

Para información sobre la organización municipal de la provincia, véase: Organización municipal de la provincia del Chubut ;

Para la lista de municipios véase: Anexo:Municipios de la provincia del Chubut;

Para la lista de comunas rurales véase: Anexo:Comunas rurales de la provincia del Chubut.

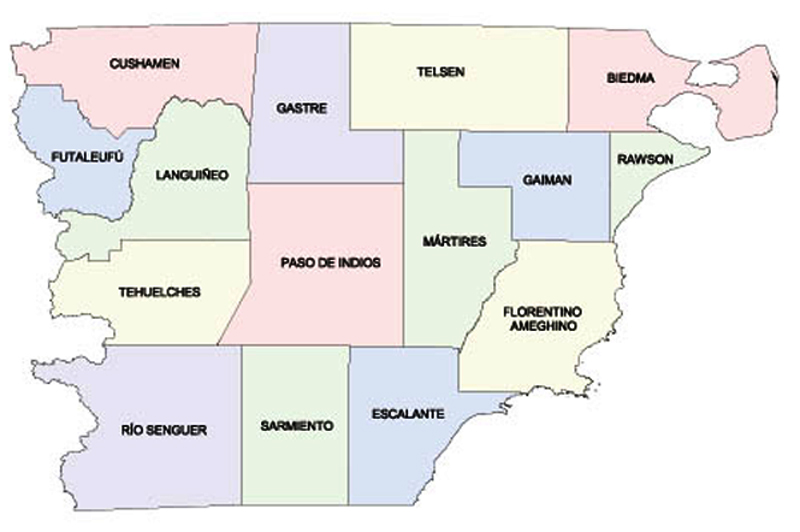
Departamentos de la provincia del Chubut

| Departamento        | Cabecera           |
| ------------------- | ------------------ |
| Biedma              | Puerto Madryn      |
| Cushamen            | Cushamen           |
| Escalante           | Comodoro Rivadavia |
| Florentino Ameghino | Camarones          |
| Futaleufú           | Esquel             |
| Gaiman              | Gaiman             |
| Gastre              | Gastre             |
| Languiñeo           | Tecka              |
| Mártires            | Las Plumas         |
| Paso de Indios      | Paso de Indios     |
| Rawson              | Rawson             |
| Río Senguer         | Alto Río Senguer   |
| Sarmiento           | Sarmiento          |
| Tehuelches          | José de San Martín |
| Telsen              | Telsen             |
| Atlántico           | —                  |

## Política

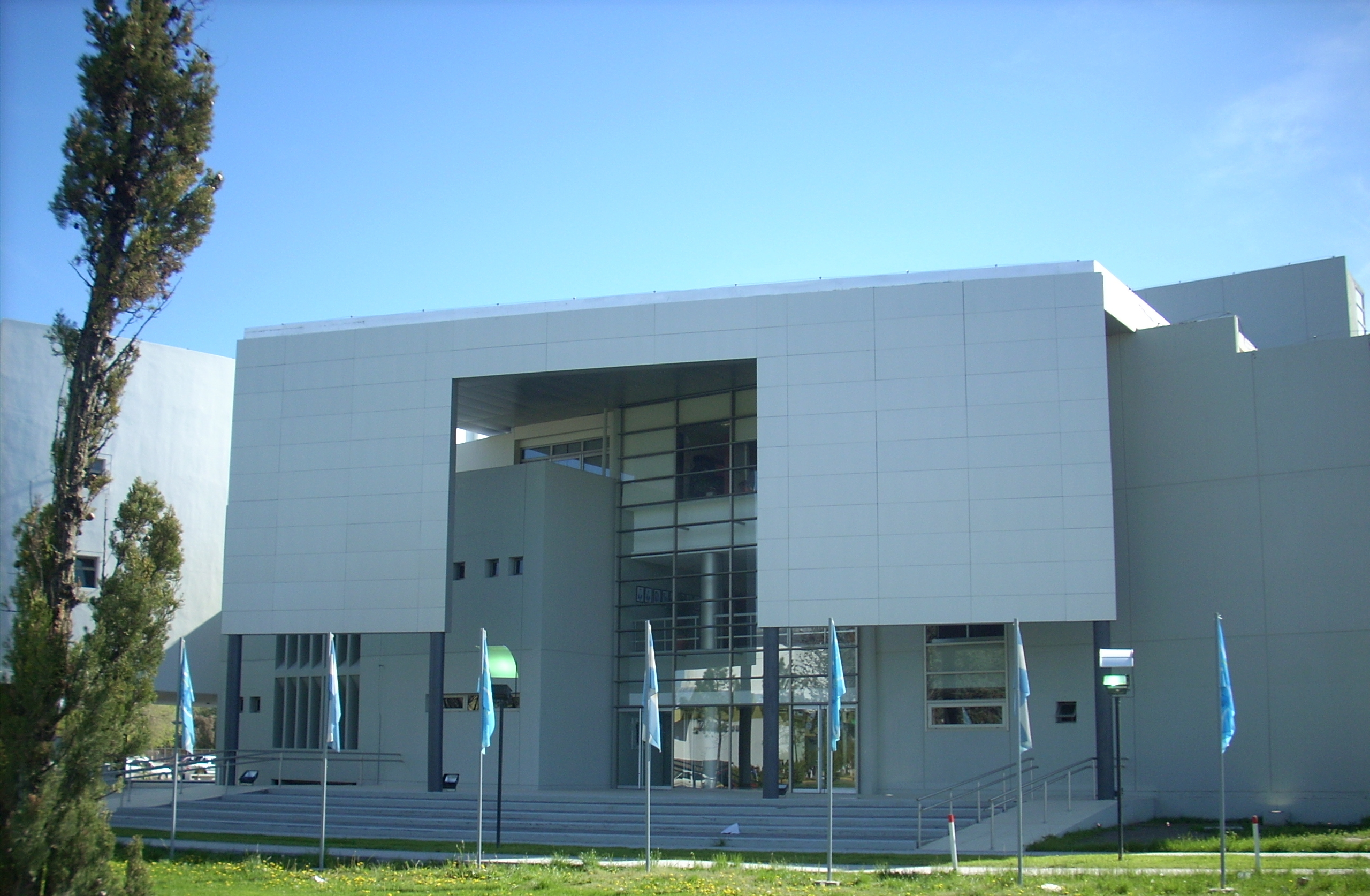
Sede de la legislatura provincial.

El Poder Ejecutivo de la provincia del Chubut es ejercido por un gobernador elegido cada cuatro años por elección popular directa. El gobernador es asesorado por un cuerpo de ministros que él mismo designa, presididos por un ministro coordinador de Gabinete.
El poder legislativo es ejercido por una legislatura compuesta por 27 diputados, presidida por el vicegobernador.
El poder judicial de la provincia es encabezado por el Tribunal Superior de Justicia, y diversas cámaras de apelaciones y juzgados divididos territorialmente en siete jurisdicciones. El interés público es representado por un Ministerio Público Fiscal. El 3 de diciembre de 2019, fue sancionada la ley 30 que establece los tribunales de jurados ciudadanos para entender en ciertas causas criminales.

## Región Patagónica

Además de los territorios de soberanía plena, también comprende territorios en disputa o reivindicados como parte del Campo de Hielo Patagónico Sur, la Antártida Argentina, las islas Malvinas y las islas Georgias del Sur, entre otras.

La región patagónica fue creada por el tratado firmado en la ciudad de Santa Rosa el 26 de junio de 1996, sus fines son expresados en el artículo 2 del tratado:
"La región tendrá como objetivo general proveer al desarrollo humano y al progreso económico y social, fortaleciendo las autonomías provinciales en la determinación de las políticas nacionales, en la disponibilidad de sus recursos y el acrecentamiento de su potencial productivo, conservando la existencia de beneficios diferenciales que sostengan el equilibrio regional".
Las provincias que la integran son:
"Neuquén, Río Negro, Chubut, Santa Cruz, La Pampa y Tierra del Fuego, Antártida e Islas del Atlántico Sur, abarcando el subsuelo, el Mar Argentino adyacente y el espacio aéreo correspondiente".
Los órganos de gobierno de la región son la Asamblea de Gobernadores y el Parlamento Patagónico, como Órgano Ejecutivo la Comisión Administrativa y como Órgano de Asesoramiento y Consulta el Foro de Superiores Tribunales de Justicia de la Patagonia.

## Población

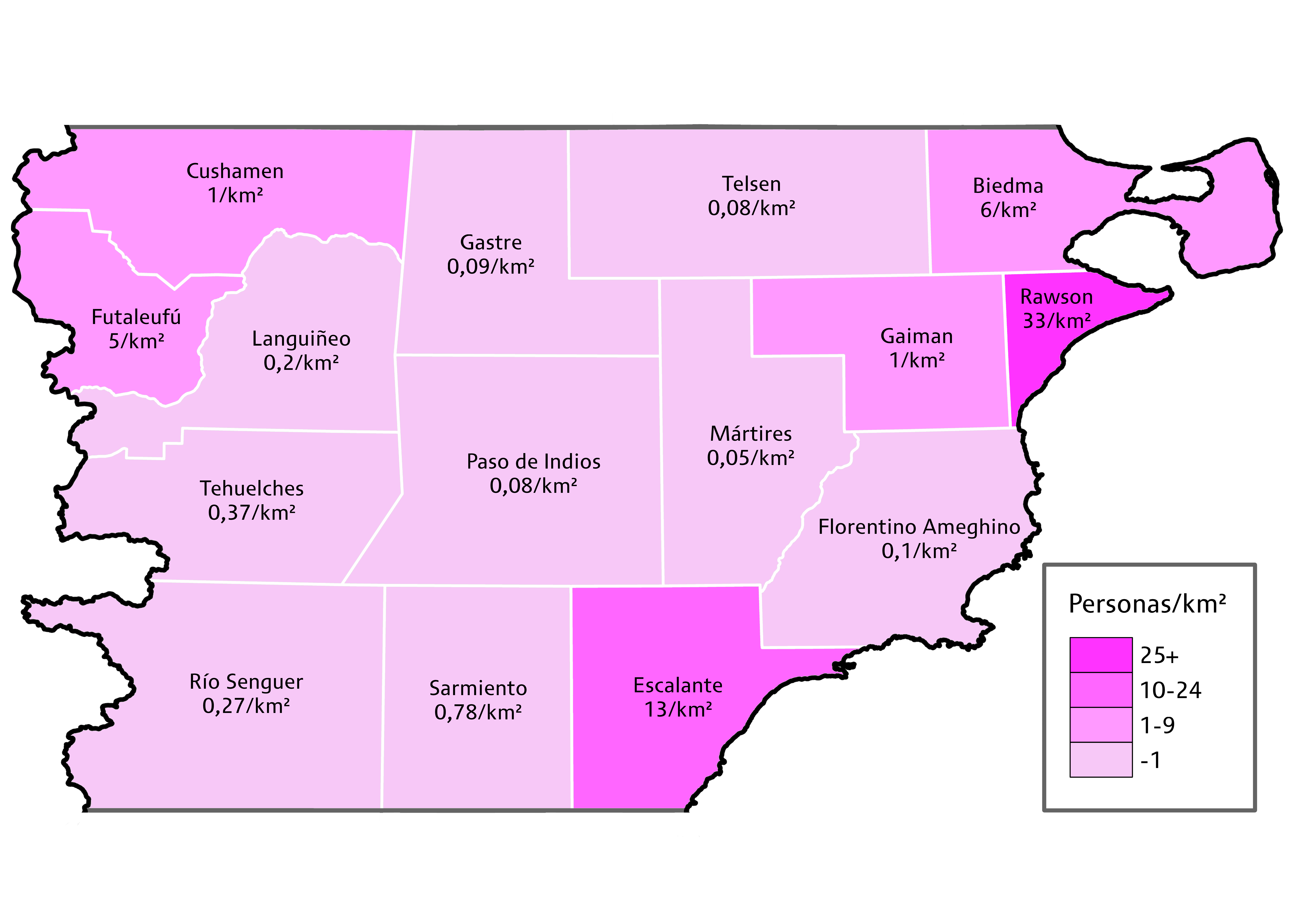
Densidad de población (Censo 2010).

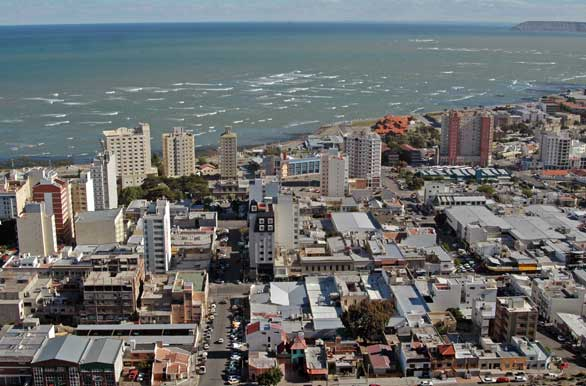
Desde el Chenque se aprecia parte del centro de Comodoro Rivadavia, la urbe más poblada de la provincia y de la Patagonia Austral.

En el censo de 2001 se registraron 413 237 habitantes. 
El censo nacional 2010 estableció una población de 506 668 habitantes. Chubut posee una relativa baja densidad de población comparada con las del resto de las provincias del país. La mayoría de sus habitantes se han localizado en la zona marítima del este y en los valles cordilleranos del oeste, donde el clima es más benigno.
Para el censo 2022 la provincia volvió a mostrar un sólido crecimiento al alcanzar los 592 621 habitantes. Esto representó un crecimiento de 83.513 pobladores y un aumento porcentual del 16.4%
Las localidades de la provincia de Chubut por su población se pueden clasificar en:
Ciudades más pobladas: Los principales núcleos urbanos y centros de actividad económica se encuentran sobre el litoral atlántico. Comodoro Rivadavia es la ciudad más populosa de la provincia con más de 200 000 habitantes,Trelew la segunda y Puerto Madryn la tercera. Estas dos últimas con alrededor de 110 000 habitantes. Entre estas tres ciudades se acumula casi el 70 % de la población provincial.
Otras ciudades: Esquel, Rawson, Sarmiento, Trevelin, Gaiman, Rada Tilly y Lago Puelo acumulan el 20 % de la población provincial. Estas ciudades están en un rango de 50 000 a 10 000 habitantes. 
Pueblos significativos: Dolavon, El Maitén, Cholila, Corcovado, El Hoyo, Epuyén, Gualjaina, Río Mayo, Río Pico, Alto Río Senguerr, José de San Martín, Gobernador Costa, Tecka, y Camarones con una población entre 5000 y 1000 habitantes.
Pueblos menores y establecimientos rurales: En la zona más árida de la meseta central y otras aisladas existen pequeñas localidades rurales, dedicadas en su mayoría a la ganadería ovina, y algunas aldeas mineras. Entre ellas se encuentran Gastre, Gan Gan, Telsen, Las Plumas, Villa Dique Florentino Ameghino, Las Chapas, Cushamen, Paso de Indios, Los Altares, Lagunita Salada, Aldea Beleiro, Aldea Epulef, Buen Pasto, Doctor Ricardo Rojas, Lago Blanco, Aldea Apeleg, Cerro Centinela, Carrenleufú, Paso del Sapo, Puerto Pirámides, Bahía Bustamante, Doctor Atilio Oscar Viglione, Facundo, 28 de Julio, Hendre y Colan Conhué. Estas localidades poseen entre 1000 y de 100 habitantes. Además, existen una gran cantidad de estancias, parajes menores y caseríos aislados, que conforman población dispersa como Garayalde y Uzcudun.
| Gráfica de evolución demográfica de Chubut entre 1895 y 2022 |
|                                                              |

## Recursos hídricos

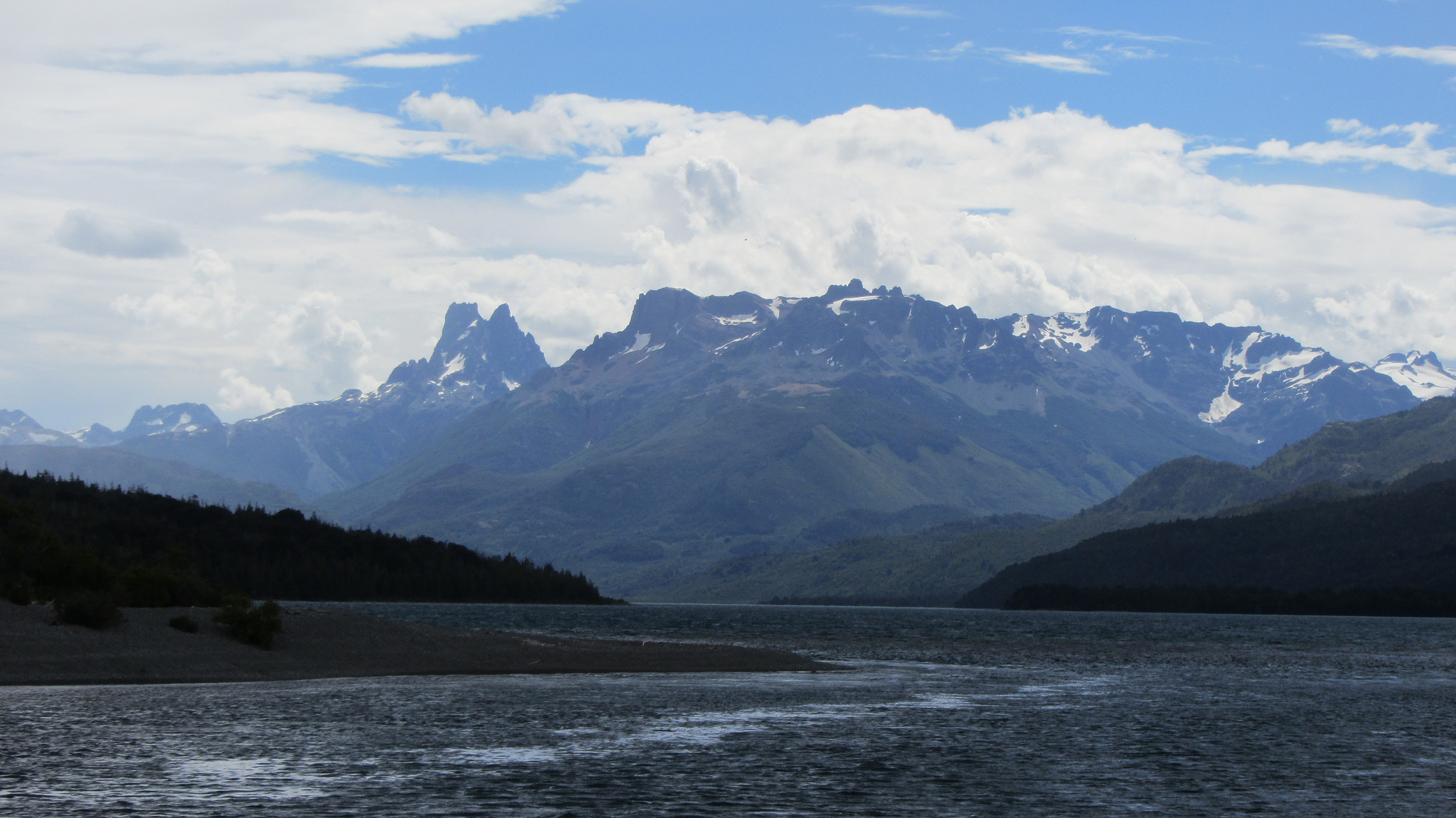
Vista del Lago Cholila en el departamento Cushamen.

En el área cordillerana de la provincia se encuentran varios lagos de origen glaciar, siendo los principales el Puelo, Epuyén, Cholila, Rivadavia, Futalaufquen, Menéndez, Amutuy Quimey, General Vintter, La Plata y Fontana. Salvo estos dos últimos, todos poseen ríos emisarios cuyas aguas traspasan el límite internacional con Chile y pertenecen a la pendiente del Pacífico.
Dichas cuencas lacustres presentan asimismo gran cantidad ríos autóctonos y arroyos tributarios, los cuales en general tienen sus nacientes en los nevados cordilleranos.
Los principales cursos de agua de la provincia en relación con la extensión de sus cuencas son el Río Chubut, perteneciente a la pendiente del Atlántico, y el sistema endorreico del Río Senguerr, en ese orden.
La provincia del Chubut también posee dos importantes lagos extra andinos: El Musters y el Colhué Huapi, los cuales cierran la singular cuenca endorreica del Río Senguerr, ubicados en el gran bajo cercano a la localidad de Colonia Sarmiento, en la zona central, al sur del territorio provincial. Este sistema desagotaba anteriormente (hasta hace unos setenta años) en las aguas del Río Chubut mediante un emisario llamado Río Chico, cuyo cauce se encuentra actualmente seco.

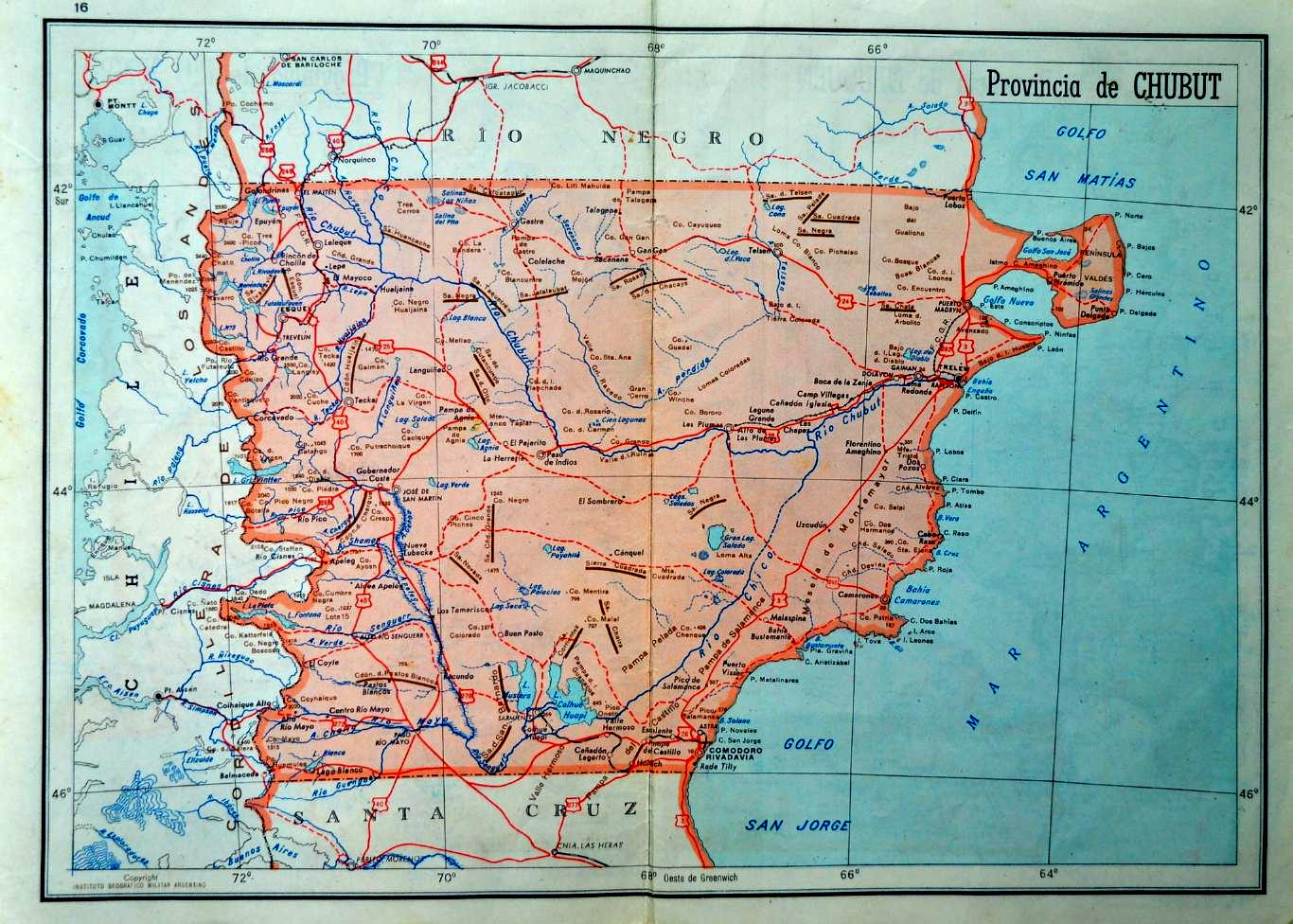
Mapa de Chubut del año 1962 con todos los ferrocarriles (menos el de Península), rutas y puertos

## Transporte

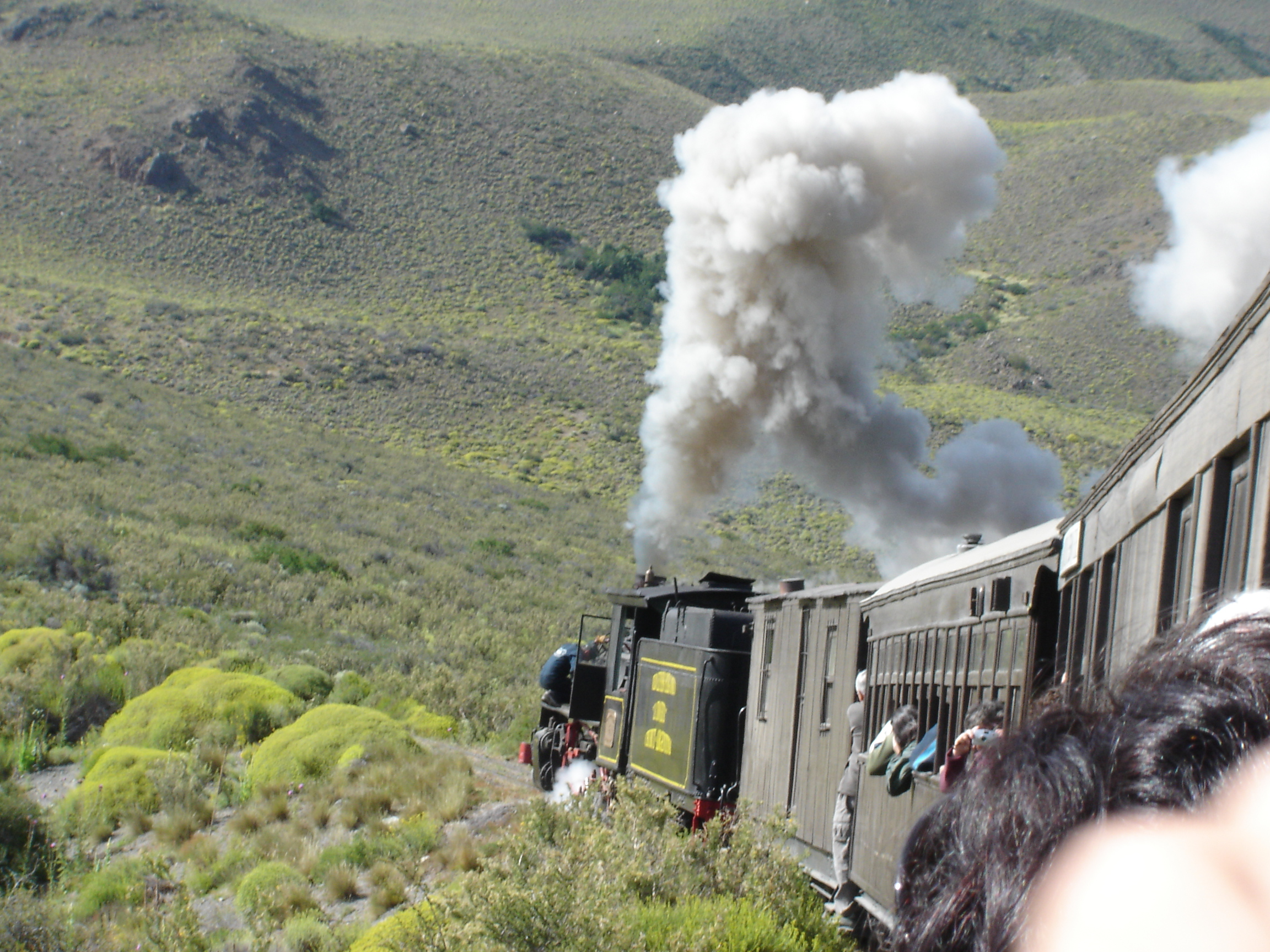
La Trochita, el último ferrocarril parcialmente en funcionamiento en la provincia

La provincia se encuentra comunicada por diversos medios:
Puertos: Entre los más importantes se encuentran: Puerto Antonio Morán, Puerto Rawson y el muelle Luis Piedrabuena. Entre los secundarios se encuentran el muelle Almirante Storni y el de Camarones.
Rutas Nacionales: Las principales rutas que recorren la provincia hacia lo largo son la Ruta Nacional 3 y la Ruta Nacional 40 completamente asfaltadas. Además, existen otras 2 que recorren la provincia hacia lo ancho la Ruta Nacional 26, la Ruta Nacional 25. Por último existe como vía a chile la Ruta Nacional 260 parcialmente asfaltada
Rutas Provinciales: Las principales rutas son: ruta provincial 1, ruta provincial 37, ruta provincial 32, ruta provincial 39 y ruta provincial 7. Gran parte de estas son de ripio.
Ferrocarril: la provincial contó con ferrocarriles aislados entre sí y de la red nacional ferroviaria: El ferrocarril de Comodoro Rivadavia a Colonia Sarmiento (trocha ancha, 207 km, cerrado en 1978), ferrocarril Central del Chubut (trocha 0.75, 260 km, cerrado en 1961), ferrocarril de Península Valdés (trocha 0.76, 32 km, levantado en 1943). Los ferrocarriles integraron el complejo sistema ferroviario en la Patagonia argentina de forma estable hasta 1960 cuando el plan Larkin entró en vigencia. 
No obstante, la provincia se pudo conectar; hasta la ola de privatizaciones ferroviaria de los noventa a la red ferroviaria argentina mediante el mítico ferrocarril La Trochita (trocha 0.75, 407 km. Actualmente, aunque ya esta desconectado de la red nacional y posee un funcionamiento parcial; se constituye como en ferrocarril turístico y el último en servicio en la provincia.

## Economía
La actividad económica más importante es la explotación de hidrocarburos fósiles no renovables (petróleo, gas butano). Chubut produce el 13 % del petróleo del país y casi el 2 % del gas. Existen minas e importantes -a nivel mundial- yacimientos de uranio, plomo, oro y plata. La cría del ganado ovino, actividad tradicional de la Patagonia extra andina, se encuentra en disminución. Este producto ha perdido importancia relativa desde la aparición de las fibras sintéticas en sustitución de la lana, pero es aún una actividad considerable. Además, la provincia provee el 21 % de la pesca nacional.
En Puerto Madryn se encuentra una de las fábricas de aluminio (Aluar) más grandes de Sudamérica.
La agricultura se ha ido desarrollando sólo a partir de 1964 en zonas de "oasis": La periferia de Sarmiento, el Valle inferior del río Chubut y la naturalmente fértil comarca del "Chulilaw" o del Paralelo 42. De este modo en Chubut se producen frutas finas (frutillas, frambuesas, zarzaparrillas, zarzamora, frambuesa, cerezas, arándanos, saúco), manzanas, uvas. Desde inicios del Siglo XXI Chubut produce vinos finos blancos, siendo los viñedos chubutenses en la actualidad los más meridionales del mundo.
Desde mediados de la década de 1960 se ha producido un importante desarrollo del turismo, principalmente de aventura. Ya en el Siglo XXI los atractivos naturales de la provincia del Chubut son célebres en casi todo el planeta de modo que la economía chubutense se ha visto muy beneficiada con este rubro.
Para 2010, Chubut se ubicó 3.º en el ranking de las provincias exportadoras. El 36% de lo que produce la provincia va al exterior. Es apenas aventajada por San Juan (dos puntos porcentuales) y por Santa Fe. La industria metalúrgica y petrolera dan dicha posición en su mayoría.

### Turismo

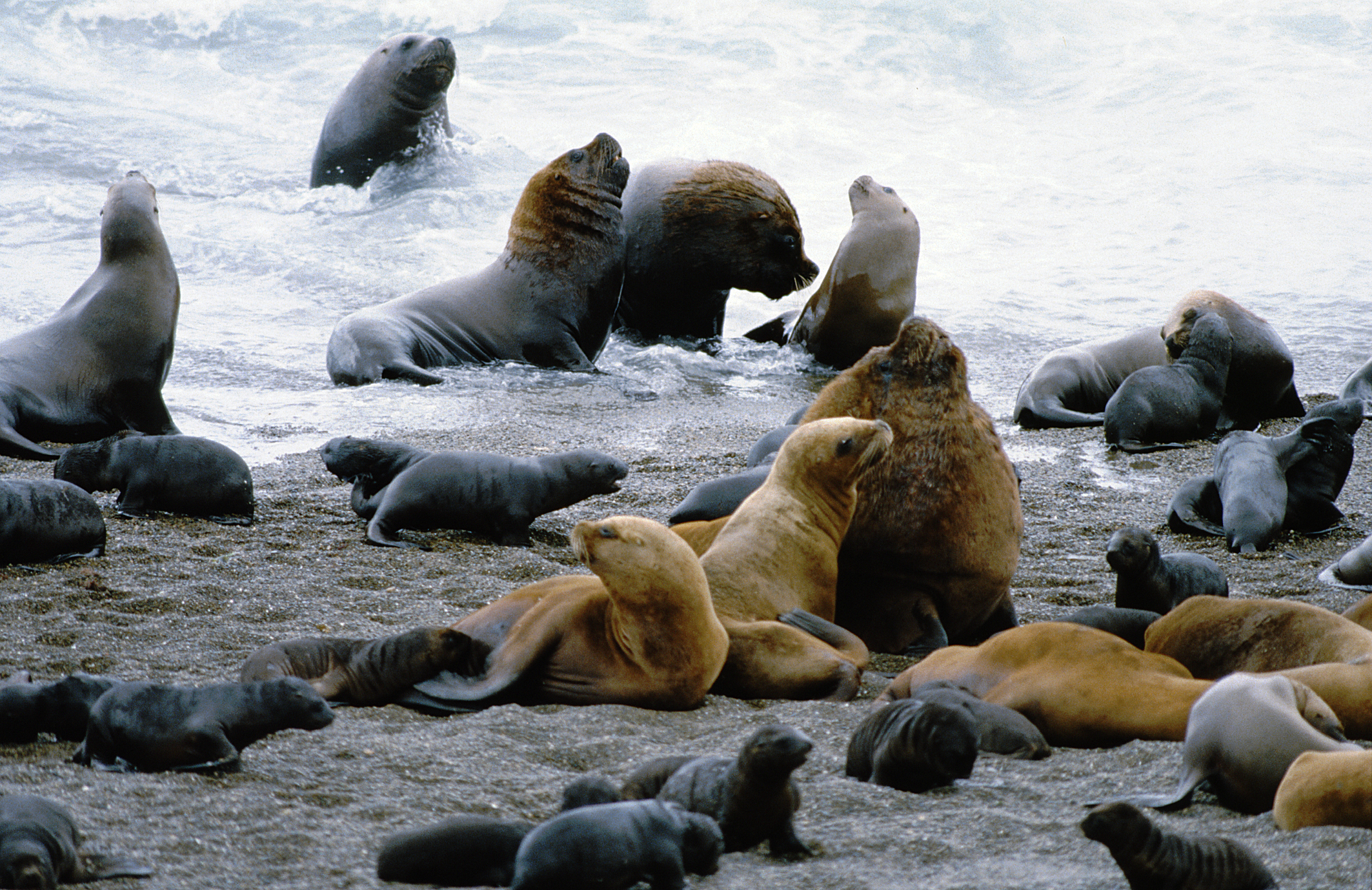
Lobos marinos en Península Valdés.

El atractivo principal es la península Valdés y sus aledaños golfos de San José y Nuevo, en la cual es posible el avistaje de la ballena franca austral en sus cortejos de apareamiento durante los meses de primavera. Además, otros refugios de fauna resultan de interés para el turista: por ejemplo, las "elefanterías", "loberías" y pingüineras que se encuentran a lo largo del litoral marítimo chubutense. Puerto Madryn es la principal ciudad turística de la región costera.
El otro gran atractivo turístico se encuentra en la región andina. Con cumbres nevadas todo el año, bellísimos lagos, ríos caudalosos, y densos bosques de coníferas y fagáceas. En esta parte de Chubut existen importantes centros de deportes invernales (principalmente de esquí). La ciudad principal del área es Esquel.
En tercer lugar existe una región de grandes atractivos turísticos poco conocidos aún: es la región esteparia y desértica central, con abundantes geoformas y montañas de singulares colores.

#### Sitios de interés turístico

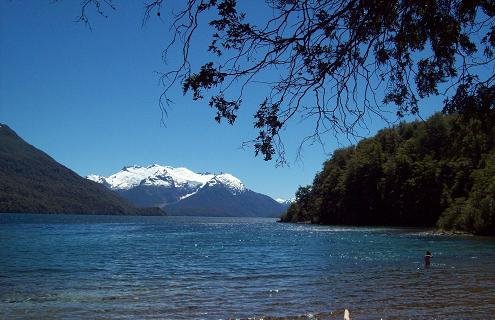
Lago Menéndez.

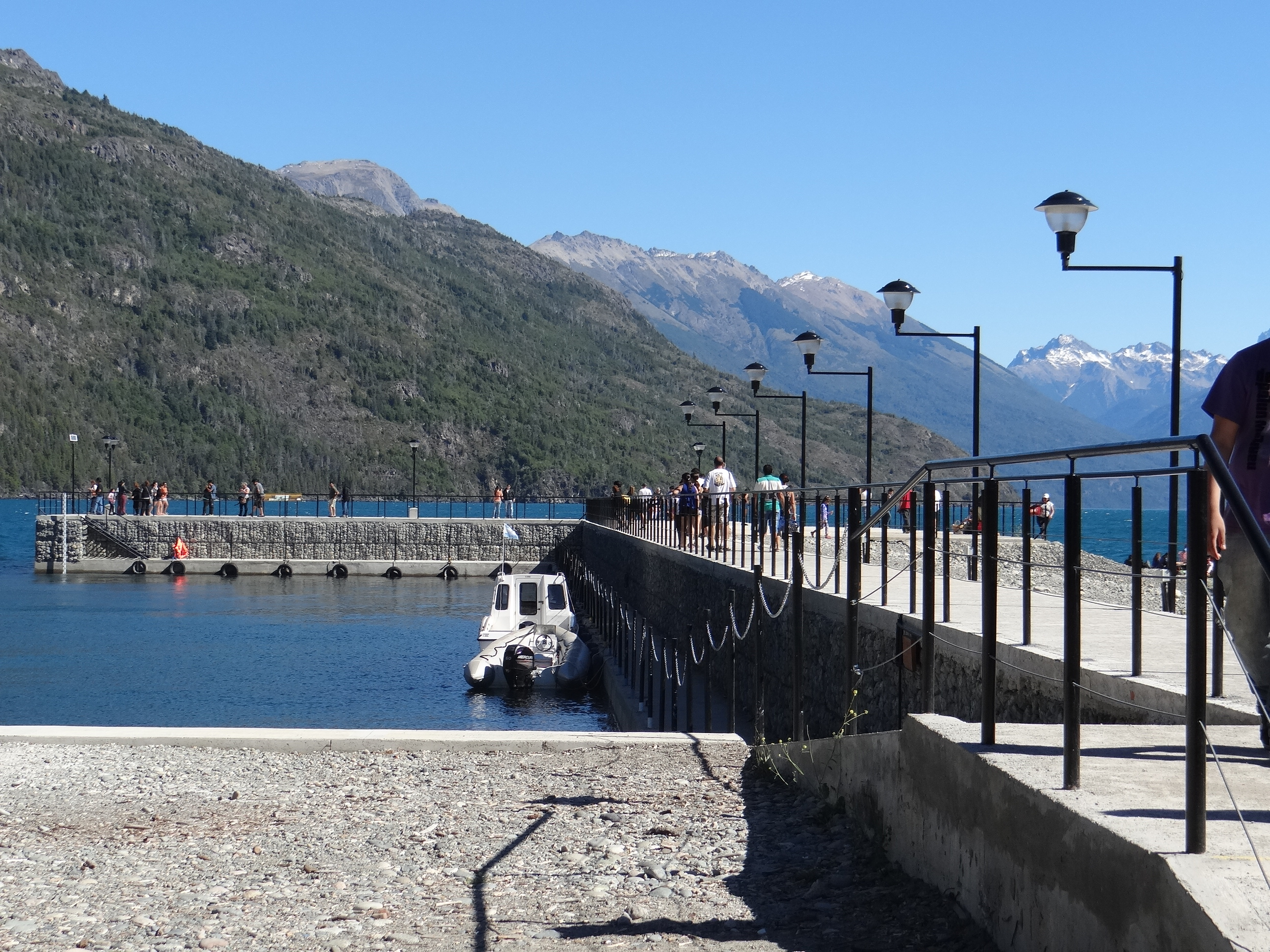
Muelle en el Lago Puelo

| - Lago Puelo - Esquel - Cholila - Epuyén - El Maitén - Tecka - Villa Futalaufquen - Valle de Los Altares - Valle de los Mártires - Los Cipreses - Leleque - Lago Blanco - Buen Pasto - Doctor Ricardo Rojas - Aldea Beleiro | - Pastos Blancos - Gaiman - Puerto Madryn - Aldea Apeleg - Garayalde - Cushamen - Gualjaina - Las Golondrinas - Corcovado - Río Mayo - Río Pico - El Hoyo de Epuyén - Sarmiento (Lago Colhué Huapi) - Alto Río Senguer - José de San Martín | - Gobernador Costa - Trelew - Trevelín - Parque nacional Los Alerces - Parque nacional Lago Puelo - Lago Amutui Quimey (sobre los Rápidos del Futaleufú) - Lago Futalaufquen - Punta Tombo - Rawson |

Playas del Chubut:
| - Puerto Madryn - Playa Unión - Playa Bonita - Playa Magagna - Península Valdés | - Puerto Pirámides - Rada Tilly - Playa El Doradillo - Camarones - Puerto Visser | - Rocas Coloradas - Caleta Córdova - Comodoro Rivadavia |

## Medios de comunicación

### Diarios
Se publican seis diarios impresos:
- Crónica y Patagónico en Comodoro Rivadavia
- El Chubut y Jornada en Trelew
- Diario La Portada en Esquel
- El Diario de Madryn en Puerto Madryn
- Noticias de Esquel en Esquel

### Radios
En las ciudades más pobladas funcionan radios de Amplitud Modulada (AM) como Radio Chubut y Radio Tres en Trelew, Radio Golfo Nuevo LU17 en Puerto Madryn, Radio Nacional y LU 4 Radio Patagonia Argentina en Comodoro Rivadavia fundada el 3 de mayo de 1938 y Radio Nacional en Esquel. También existen numerosas emisoras de Frecuencia Modulada que, en algunos casos, retransmiten en cadena alguna programación determinada.[cita requerida]

### Televisión
El Estado provincial tiene un canal de aire (Canal 7) cuya señal se transmite mediante repetidoras a casi todo el territorio chubutense. el 21 de septiembre de 1964, Comodoro Rivadavia se convierte en la primera ciudad patagónica en tener un canal privado de televisión (Canal 9). También, Trelew (Canal 12), Esquel (Canal 4 ETC), Puerto Madryn (Canal 12), Rawson (Canal 12) y algunas pequeñas localidades, poseen distintos canales de TV con producciones locales (mayormente periodísticas y de deportes) pero que en su inmensa mayoría retransmiten las señales de los canales de cable de la ciudad de Buenos Aires.[cita requerida]

## Deportes

### Fútbol
- Equipos que disputaron la máxima categoría del fútbol nacional: Club Independiente de Trelew y Huracán de Comodoro
- Equipos que disputaron la Primera B Nacional: Comisión de Actividades Infantiles, Deportivo Madryn  y Club Social y Atlético Guillermo Brown
- Equipos que disputaron el Torneo Argentino A: Club Atlético Germinal
- Equipos que disputaron Torneo Federal C, Torneo Federal B o Torneo Regional Federal Amateur: Racing Club, Club Social y Deportivo Petroquímica de Comodoro Rivadavia, Club Atlético Florentino Ameghino de Comodoro, Club Atlético Jorge Newbery, Club Atlético Defensores de la Ribera de Rawson, Club Social y Deportivo Huracán, Club Social y Deportivo Juan José Moreno de Madryn, Club Deportivo Social Cultural y Belgrano de Esquel,
- Ligas de Fútbol importantes: Liga de fútbol Valle del Chubut,  Liga de Fútbol de Comodoro Rivadavia y la Liga de Fútbol del Oeste del Chubut

### Rugby
- Equipos que disputaron el Torneo del Interior: Bigornia Club
- Equipos que disputaron el Torneo Regional Patagónico: Club Deportivo Portugués de Comodoro, Chenque Rugby Club de Comodoro, Puerto Madryn Rugby Club
- Agrupaciones de rugby: Unión de Rugby del Valle del Chubut y Unión de Rugby Austral

### Básquet
Equipos que disputaron la máxima categoría nacional: Gimnasia y Esgrima de Comodoro
Equipos que disputaron la La Liga Argentina (básquet) :Huracán (Trelew)
Equipos que disputaron la Liga Federal de Básquetbol:Federación Deportiva,Club Náutico y Deportivo Rada Tilly, Club Social y Deportivo Ferrocarril Patagónico

### Vóley
- Equipos que disputaron la máxima categoría nacional: Waiwen Vóley Club
- Equipos que disputaron la Serie B1 de vóley argentino :Escuela Madrynense Voley

### Futsal
Campeones de la Intercontinental Cup 2024: Flamengo de Comodoro
Campeones del Panamericano Suren: Casino Club de Comodoro Rivadavia

### Automovilismo
- Autódromo General San Martín: Turismo Carretera, el Súper TC 2000, Top Race V6 y el Top Race.
- Mar y Valle Turismo Carretera:Turismo Nacional,Top Race V6,Súper TC 2000 y TC 2000Desam